# Portslade
Portslade (även: Portslade-by-Sea) är en ort i grevskapet East Sussex i södra England. Orten är en västlig förort till Brighton och ligger strax öster om gränsen till West Sussex, nära Southwick. Tätortsdelen (built-up area sub division) Portslade-by-Sea hade 19 921 invånare vid folkräkningen år 2011. Byn nämndes i Domedagsboken (Domesday Book) år 1086, och kallades då Porteslage/Porteslamhe.